# Prostitución en Zambia

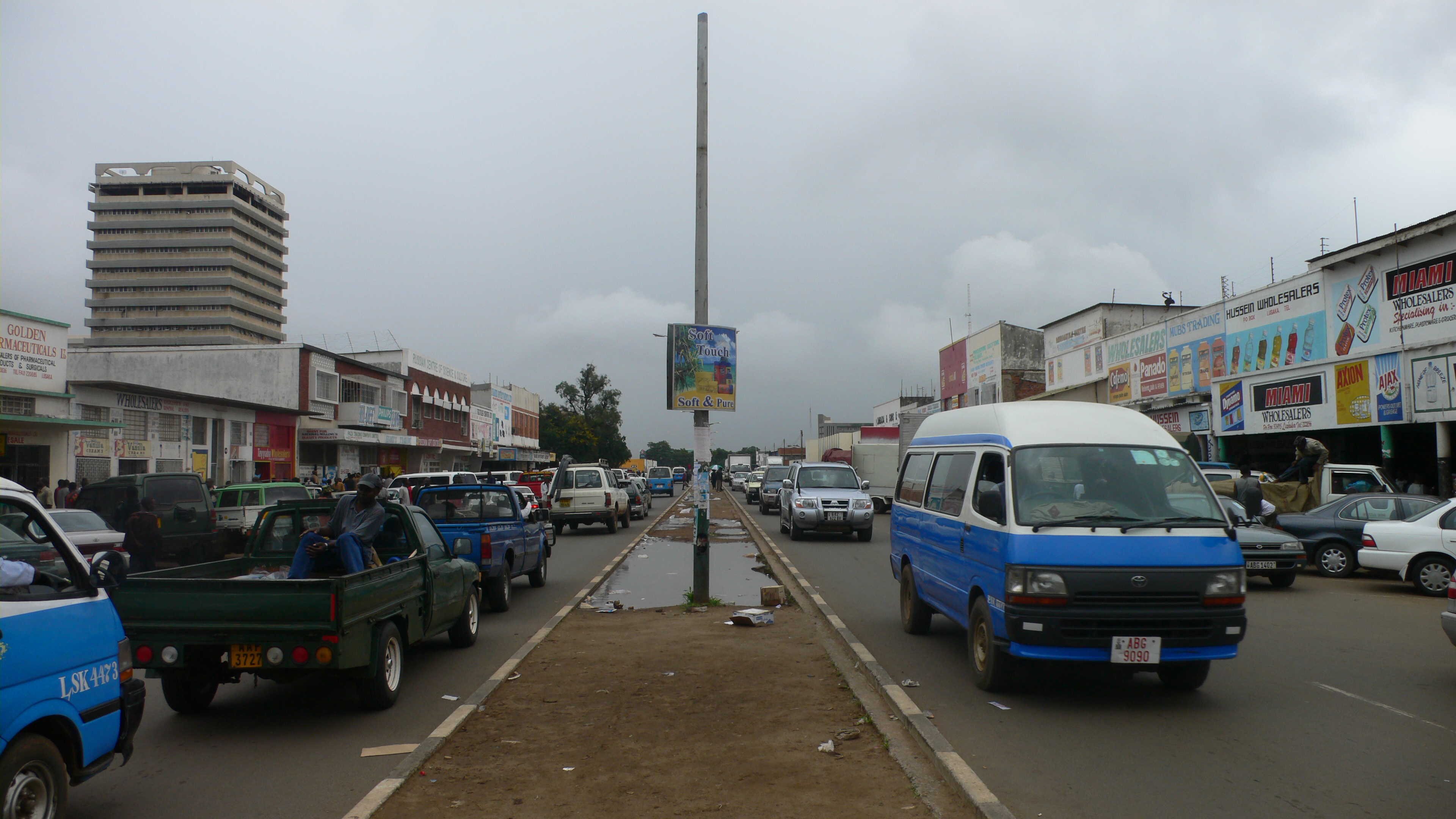
Vista de Lusaka, capital del país, que concentra la mayoría de prostitutas en Zambia.

La prostitución en Zambia es legal y habitual. Las actividades relacionadas, como la prostitución y el proxenetismo, están prohibidas. ONUSIDA calculó que había más de 9 200 prostitutas solo en la capital, Lusaka. Muchas mujeres recurren a la prostitución debido a la pobreza. Las trabajadoras del sexo denuncian que la aplicación de la ley es corrupta, incoherente y, a menudo, abusiva. En Lusaka, algunas prostitutas se matriculan en universidades para conseguir una habitación en el campus desde la que trabajar.
Zambia tiene un gran problema relacionado con la prostitución infantil. Existe la falsa creencia de que mantener relaciones sexuales con una virgen curará el sida. El VIH y el tráfico sexual también son problemas en el país.

## Historia
Antes de la llegada de los europeos, la prostitución existía a lo largo de las rutas comerciales de larga distancia, especialmente en torno a las casas de descanso. A partir de 1850, en el periplo de la conquista de África, el número de europeos que se instalaron en Zambia aumentó considerablemente. La mayoría eran hombres solteros que empleaban a los "Cook Boys" como criados. Una de sus tareas era conseguir prostitutas para sus empleadores. Las mujeres pasaron a ser conocidas como "mujeres cocinero".
A partir de 1900, muchos hombres se trasladaron de las zonas rurales a las zonas industriales emergentes en busca de trabajo. Algunos trabajaron en las minas de estaño y plomo de Kabwe, otros en la construcción del ferrocarril de Livingstone a Katanga. Estos hombres, que vivían lejos de sus esposas, crearon una demanda de prostitución en estas zonas. En Lusaka, las prostitutas se instalaron junto a las zonas residenciales de los trabajadores.
En las décadas de 1920 y 1930, se estableció la minería a gran escala en el Cinturón de Cobre. Los trabajadores mineros crearon una enorme demanda de prostitución. Las prostitutas también cocinaban y lavaban para los mineros y eran conocidas como "mujeres de solaz".
En 1930, las enfermedades de transmisión sexual estaban muy extendidas entre los trabajadores emigrantes. Las autoridades nativas expulsaron a todas las mujeres solteras de los campos de trabajadores emigrantes de Copperbelt. En 1939, el gobierno colonial estableció bloqueos en las paradas de autobús y en las rutas de tránsito, en un intento de impedir que las prostitutas viajaran a las zonas donde trabajaban los hombres. Como consecuencia, empezaron a aparecer burdeles a lo largo de las rutas de los trabajadores emigrantes, que pasaron a conocerse como "caminos de putas". El camino de Mulobezi a Mongu, en la Provincia Occidental, era especialmente conocido por sus burdeles.
Tras la victoria de Zambia sobre Ghana en la semifinal de la Copa Africana de Naciones 2012, muchas prostitutas ofrecieron sexo gratis a los hinchas como parte de las celebraciones.

## VIH
El VIH es un grave problema en Zambia, siendo la séptima prevalencia más alta del mundo. Los profesionales del sexo son un grupo de alto riesgo. El uso del preservativo es escaso, en parte debido a la creencia de que los hombres circuncidados no pueden transmitir la infección. ONUSIDA calcula que la prevalencia del VIH entre los profesionales del sexo es del 56,4 %.

## Tráfico sexual
Zambia es país de origen, tránsito y destino de mujeres y niños víctimas del tráfico sexual. Aunque los huérfanos y los niños de la calle son los más vulnerables, los hijos de familias acomodadas de algunas aldeas pueden también corren el riesgo de ser víctimas del tráfico porque se considera que enviar a los niños a trabajar a la ciudad confiere estatus. Niños y niñas zambianos son explotados en el tráfico sexual por camioneros en las ciudades fronterizas con Zimbabue y Tanzania y por mineros en Solwezi. Los niños zambianos son objeto de tráfico sexual en Zimbabue y las mujeres y niñas en Sudáfrica. En el ámbito nacional, las familias extensas y los conocidos de confianza facilitan el tráfico.
Mujeres y niños de países vecinos son explotados en el tráfico sexual en Zambia. Los traficantes chinos traen a mujeres y niñas chinas para explotarlas sexualmente en burdeles y salones de masajes de Lusaka; los traficantes utilizan empresas pantalla que se hacen pasar por agencias de viajes para atraer a las víctimas chinas y se coordinan con facilitadores e intermediarios zambianos. En Zambia se identificaron posibles víctimas de trata procedentes de Etiopía, la República Democrática del Congo y Siria.
La Oficina de Vigilancia y Lucha contra la Trata de Personas del Departamento de Estado de los Estados Unidos clasificó en 2023 a Zambia como país de "nivel 2".